# Tony De Vit
Tony De Vit (né le 12 septembre 1957 et décédé le 2 juillet 1998) est un DJ et producteur britannique de musique électronique. Il est considéré comme l'un des plus influents, de sa génération et on lui attribue le mérite d'avoir contribué à faire passer les sons « hard house » et « hard NRG » de la scène gay de Londres et de Birmingham dans les clubs grand public,. Son single Burning Up atteint la 25e place du UK Singles Chart en mars 1995, et To the Limit la 44e en septembre 1995,. Cette année-là, il remporte le BBC Radio 1 Essential Mix of the Year Award, décerné par les auditeurs de l'émission, ainsi que le Music Week's Re-mix of Year Award pour Naked de Louise. Il remixe plusieurs tubes du top 40 britannique au cours de sa carrière avec des artistes tels que Taylor Dayne et East 17. Entre 1994 et 1998, sa popularité auprès du public des clubs n'est égalée que par Paul Oakenfold et Carl Cox. 
En septembre 2010, Mixmag annonce les nominations de 35 DJ choisis par d'autres noms du monde de la dance comme étant ceux qu'ils considèrent comme les meilleurs DJ de tous les temps. Un sondage ultérieur de 15 mois, qui recueille des centaines de milliers de votes à l'échelle mondiale, demande qui était le « plus grand DJ de tous les temps » et lorsque le résultat est annoncé en janvier 2011, de Vit est classé 9e,.

## Biographie

### Carrière
Tony de Vit commence à jouer les DJ à l'âge de 17 ans, comme DJ de mariage en 1976 dans les pubs locaux de sa ville natale de Kidderminster, puis, au début de la vingtaine, comme DJ résident au Nightingale de Birmingham le lundi soir, où il joue de la pop et de la hi-NRG. Au début des années 1980, il travaille à la radio Beacon de Wolverhampton, où il joue des morceaux de club pendant un créneau régulier de fin de soirée dans l'émission animée par Mike Baker de Smooth FM. Vers 1988, le superclub gay londonien Heaven cherchait un DJ alternatif. De Vit est alors engagé et joue sur la piste principale deux samedis par mois.
En 1990, un autre club en passe de devenir influent, Trade, fait son apparition sur la scène. De Vit remplace un soir DJ Smokin' Jo. À la suite de sa prestation, De Vit décroche sa propre résidence au Trade. Plus tard dans sa carrière, il se produira à deux reprises au Trade pour un set de 12 heures ; certains considèrent qu'il s'agit là de ses moments décisifs en tant que DJ.
En 1997, de Vit se voit proposer une émission sur Kiss 100. La même année, il se classe no 5 dans le Top 100 DJs in the World de DJ Magazine. Début 1998, de Vit enregistre The Dawn avec Paul Janes et Andy Buckley, qui fait partie de l'EP six titres Trade. De Vit déclare qu'il en était « très fier ». Paul Janes remixe ensuite The Dawn en hommage au travail de de Vit. Le morceau est considéré comme son meilleur travail.

### Décès
Il est testé séropositif en 1996. Son régime médicamenteux ne s'est jamais stabilisé et il a souffert de nombreux effets secondaires. Le 2 juillet 1998, à l'âge de 39 ans, il décède d'une insuffisance bronchique et d'une insuffisance de la moelle osseuse à l'hôpital Heartlands de East Birmingham. Il s'était effondré quelques jours plus tôt lors de vacances à Miami, en Floride. Après le décès de De Vit, un conflit rend ses disques indisponibles pendant de nombreuses années, mais un album de compilation de ses chansons et remixes a finalement été publié sous le titre Are You All Ready? sur le label Tidy Trax.

## Influences et postérité
L'influence de Tony De Vit est suffisamment importante pour que la presse musicale le surnomme le « parrain de la hard house britannique “ et, en 2023, le journaliste de DJ Mag Stewart Who le cite comme un « véritable héros de la dance britannique »,,. Un certain nombre d'artistes citent Tony De Vit comme une influence, tels que Fergie, Dave Pearce, Paul F1 King, Steven J, et Lisa Lashes (en).
En 2022, une plaque bleue commémorant Tony De Vit est dévoilée à la Custard Factory à Digbeth, Birmingham, où il avait un studio d'enregistrement. En 2023, pour commémorer le 25e anniversaire de son décès, le label Tidy Trax publie une compilation de remix des œuvres de De Vit par des artistes tels que Eats Everything, Nicole Moudaber et Hannah Laing, et un documentaire sur sa vie est publié par Restless Films, intitulé Don't Ever Stop : Tony De Vit,.

## Discographie partielle

### Albums stufio
- 2003 : Are You Ready (Tidy Trax
- 2023 : TDV25 – Tony De Vit – Greatest Hits (2xCD, Tidy Trax)

### Singles et EP
- 1993 : Feel the Love/Make Love to Me (V2)
- 1995 : Burning Up (7 versions) (Icon Records)
- 1995 : To the Limit (4 versions), Xplode Records/PWL International)
- 1995 : 99th Floor Elevator's (5 versions) (featuring Tony De Vit-Hooked, Labello Dance/PWL International)
- 1996 : 99th Floor Elevator's (3 versions) (featuring Tony De Vit-I'll be There, PWL International)

## Distinctions notables

### MixmagAwards
| Année | Récompense | Nommé       | Catégorie                           | Résultat   |
| ----- | ---------- | ----------- | ----------------------------------- | ---------- |
| 1996  | Mixmag     | Tony De Vit | DJ de l'année (2e)                  | Nomination |
| 2011  | Mixmag     | Tony De Vit | Meilleur DJ de tous les temps (9e), | Nomination |

### Vice Magazine/Thump TV
| Année | Récompense            | Nommé       | Catégorie                                            | Résultat   |
| ----- | --------------------- | ----------- | ---------------------------------------------------- | ---------- |
| 2014  | Vice-Thump Channel TV | Tony De Vit | Les 20 plus grand DJ gay de tous les temps (honneur) | Nomination |